# انترپرایز (اورگن)
انترپرایس (به انگلیسی: Enterprise ) شهری در شهرستان ولوا ایالت اورگن است و در سرشماری سال ۲۰۱۱ میلادی، ۱٬۹۴۰ نفر جمعیت داشته که نسبت به سال ۲۰۱۰، ۰ درصد رشد جمعیت داشته‌است.